# Grindsteds kommun
Grindsteds kommun var en kommun i Ribe amt i västra Danmark. Sedan 2007 ingår den i Billunds kommun.